# Recherche de la voie d'attaque du glucose
Cette technique permet la détermination du métabolisme oxydation ou fermentatif de la bactérie, autrement dit : dégrade-t-elle le glucose via le cycle de Krebs ou utilise-t-elle une autre voie ?

## Principe
Dans le milieu Hugh et Leifson auquel on ajoute du glucose, on cherche le métabolisme de la bactérie. Le milieu est régénéré (il a été maintenu en surfusion pour que les gaz dissous dans le milieu s'en échappent). Il possède donc un gradient de concentration en dioxygène (l'O2 est plus abondant en surface qu'en profondeur). Les bactéries qui utilisent le glucose produisent des acides. La visualisation des productions d'acide est indiquée par le changement de couleur du bleu de bromothymol, indicateur coloré de pH contenu dans le milieu. À la fin de l'incubation, on observe le changement de couleur du milieu pour déterminer le type oxydatif ou fermentatif.

## Composition du milieu de Hugh et Leifson
:→voir Hugh et Leifson
Attention : c'est après la régénération qu'il faut ajouter une solution de glucose à 10 . Autrement, elle pourrait se caraméliser.

## Technique
- On utilise une culture pure pour ne pas avoir de résultats faussés.
- On utilise deux milieux coulés en tube: la surface du premier est exposée à l’air (Tube O) tandis que l’autre est isolé de l’air avec de la paraffine liquide (Tube F).
- Régénération à 100 °C pendant 30 minutes.
- On ajoute la solution de glucose à 10 % dans les tubes contenant la gélose surfusion (10 gouttes environ) à l'aide d'une pipette pasteur.
- Laisser refroidir le milieu jusqu'à ce qu'il se durcisse (à mettre sous un robinet d'eau froide pour gagner du temps par exemple).
- On ensemence les tubes avec une pipette pasteur boutonnée ou avec une anse.
- On ajoute de la paraffine dans le tube F, sur une hauteur de 1 cm environ.
- Incubation à 37 °C pendant 24 à 48 h.

## Lecture

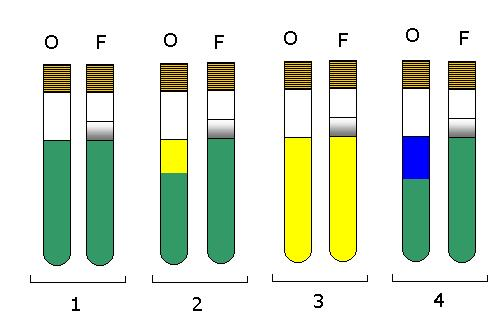
Résultats possibles (O : Ouvert - F : Fermé)

- 1 Tubes tel qu'ils doivent être après ensemencement
- 2 Haut du Tube O jaune → il y a eu un changement de couleur dû à l'acidification dans le haut du tube O uniquement : les bactéries ont besoin d'oxygène pour dégrader le glucose. Les bactéries sont oxydatives.
- 3 Tubes O et F entièrement jaunes → il y a eu virage de l'indicateur coloré à cause de la production d'acide dans tout le tube : les bactéries ont utilisé le glucose en présence et en absence d'oxygène. Les bactéries sont donc fermentatives.
- 4 Haut du tube O bleu → bactéries inertes au glucose : utilisation des peptides comme source d'énergie.

## Précisions
Le type oxydatif ou fermentatif est étroitement lié avec le type respiratoire de la bactérie. On peut donc vérifier la cohérence des résultats avec le milieu viande-foie.